# Tweebergenpoort
De (Oude) Tweebergenpoort, ook wel Wymeringenpoort, Wijnbergenpoort of (Oude) Brusselsepoort genoemd, is een voormalige stadspoort in de Nederlandse stad Maastricht. De poort was onderdeel van de eerste stadsmuur van Maastricht en was gelegen aan het westeinde van het Keizer Karelplein/Oude Tweebergenpoort, waar deze overgaat in de Brusselsestraat. De poort vormde de toegang tot de stad vanuit het westen (Hasselt, Antwerpen, Brussel). De oorspronkelijke poort dateerde uit de 13e eeuw, maar werd in de loop der eeuwen diverse malen vernieuwd. Vanaf de 17e eeuw verloor de poort haar militaire functie. In 1734 werd de poort grotendeels afgebroken. Enkele resterende delen werden in 1926 en 1934 gesloopt.

## Geschiedenis

### Bouw eerste middeleeuwse stadsmuur
Over het precieze bouwjaar van de oudste middeleeuwse stadsmuur van Maastricht is geen duidelijkheid. In 1229 gaf de hertog van Brabant toestemming om een stenen muur om de stad te bouwen. Eerder was er al een aarden wal opgeworpen met daarop palissaden, maar deze was door de bisschop van Luik, medeheer van het tweeherige Maastricht, verwoest tijdens het Beleg van Maastricht (1204). Waarschijnlijk werd in 1229 begonnen met de bouw van stenen stadspoorten en waltorens, met elkaar verbonden door aarden wallen die in de loop van de 13e eeuw geleidelijk versteend werden. De nieuwe muur op de linker Maasoever bestond uit kolenzandsteen, strekte zich uit over een lengte van ongeveer 2,4 kilometer, was 6 à 8 meter hoog en had in totaal dertien stadspoorten, twee waterpoorten en een onbekend aantal muurtorens. Van de grotere poorten is alleen de Helpoort overgebleven.

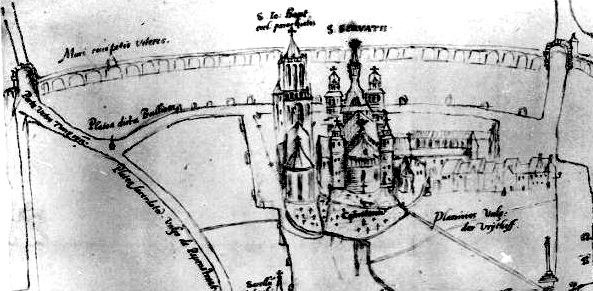
De Boichgraeve achter het Vrijthof met rechtsboven de Tweebergenpoort, 1587

De Oude Tweebergenpoort was onderdeel van de eerste middeleeuwse stadsmuur, die zich aan deze kant van de stad uitstrekte in zuidelijke richting langs het Sint Servaasklooster (de zogenaamde Boichgraeve) naar de Lenculenpoort, en in westelijke richting langs de huidige Grote Gracht naar de Gevangenpoort op de huidige Markt. De Tweebergenpoort vormde op de belangrijke route tussen Keulen en de Vlaamse handelssteden (de Via Belgica) de voornaamste westelijke toegang tot de stad. De poort werd waarschijnlijk omstreeks 1230 gebouwd en bezat slechts een poorttoren aan de noordzijde.
De poort werd voor het eerst genoemd in 1326 als Tweymbergenpoorte. De Tweebergenpoort was genoemd naar de heerlijkheid Tweebergen, een van de elf banken van Sint-Servaas onder de jurisdictie van het Sint-Servaaskapittel. Het territorium van Tweebergen begon direct buiten de poort en strekte zich uit langs de Brusselsestraat tot aan de Dousberg. Na de ingebruikname van de Brusselsepoort lag een gedeelte van de heerlijkheid binnen de stad, maar maakte geen deel uit van de tweeherige stad. De herkomst van de naam 'Tweebergen' is onzeker; wellicht duidt de naam op de ligging van het gebied tussen de Dousberg en de Sint-Pietersberg. Een andere verklaring is dat de naam een verbastering zou zijn van 'Te Wijnbergen' (vandaar Wijnbergen- of Wymeringenpoort).

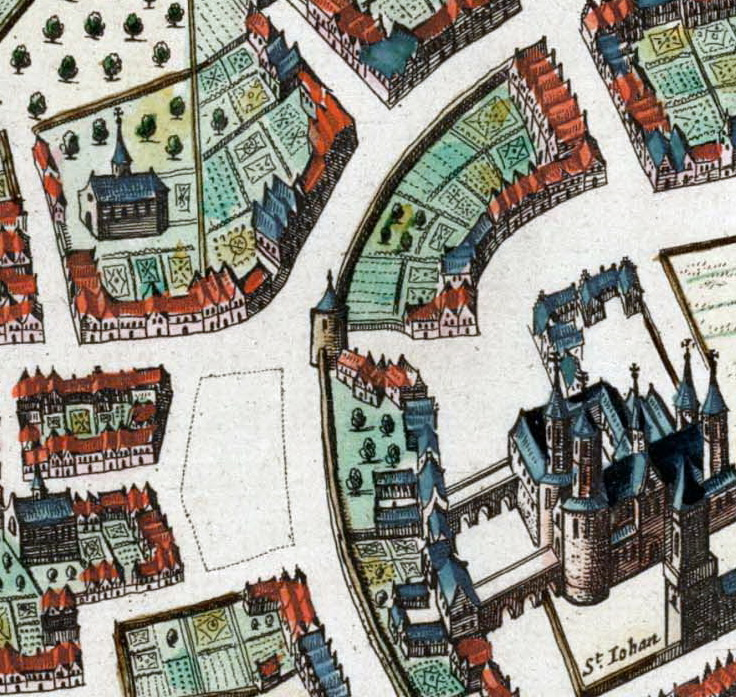
De Tweebergenpoort (midden) tussen Grote Gracht en Boichgraeve, 1652

### De Tweebergenpoort als reservepoort
Na de ingebruikname van de tweede stadsomsluiting in 1380 fungeerde de eerste muur als reserveverdedigingslinie. Voor de Tweebergenpoort gold dat de taak van noordwestelijke toegangspoort vanaf dat moment werd overgenomen door de nieuwe Brusselsepoort. Ook al was het belang ervan verminderd, men bleef de eerste muur en de oude stadspoorten nog zeker tot de 17e eeuw onderhouden. Wel werd in vredestijd toegestaan dat de oude poorten als leuben voor de ambachten dienstdeden. In 1500 boden de strodekkers aan de Tweebergenpoort te verbouwen en geschikt te maken voor hun leube. Dit gebeurde inderdaad, maar de poort bleef eigendom van de stad. Later werd de poort vermeld als leube van de "lijmpleckers" (leemplakkers, ofwel stukadoors).
Tot omstreeks 1655 behielden de poorten hun militaire functie en mocht tegen de veldzijde van de oude muur niet gebouwd worden. Op een schets van de binnenstad van Maastricht uit 1587 is te zien dat de poort inderdaad maar een toren had en dat de veldzijde van de aansluitende muurdelen geheel vrij liggen. Op de plattegrond van Maastricht in de Atlas van Loon uit 1652 is te zien dat de situatie rond de Tweebergenpoort min of meer ongewijzigd was. Eind 17e eeuw werden de (droge) grachten gedempt en werden op de meeste plaatsen tegen de veldzijde van de muur huizen gebouwd. Op de maquette van Maastricht uit het midden van de 18e eeuw blijkt de poort verdwenen.

### Afbraak stadspoorten, ontmanteling vesting en sloop poorttoren
Tussen 1655 en 1660 werden de Gevangenpoort en de Leugenpoort gesloopt voor de bouw van het nieuwe stadhuis van Maastricht. In de 18e eeuw verdwenen ook de meeste andere poorten van de eerste stadsmuur: in 1734 werden de Tweebergenpoort (deels), de Lenculenpoort en de Minderbroederspoort wegens bouwvalligheid afgebroken. In 1772 viel ook de Looierspoort onder de slopershamer. Het sloopmateriaal van de Tweebergenpoort werd in oktober 1735 voor 102 gulden verkocht aan Jan Bergmans. De aannemer Jan Collaerd metselde vervolgens de "passages" bij. Op de Maquette van Maastricht uit het midden van de 18e eeuw is de Tweebergenpoort verdwenen en is de oude stadsmuur nog maar moeilijk te traceren. De poorttoren van de Tweebergenpoort bleef nog bijna twee eeuwen gespaard, ingekapseld in een woonhuis, maar werd in 1926 alsnog gesloopt.
In de 19e eeuw ging de afbraak van de oude wallen in versneld tempo verder. Door de aanleg van het Kanaal Luik-Maastricht verdwenen in 1845-'50 enkele oude kademuren en poorten langs de Maas. In 1867 werd de vestingstatus van Maastricht opgeheven. In de jaren daarna werd de vesting Maastricht in opdracht van het Ministerie van Oorlog ontmanteld, waarna de gronden werden overgedragen aan de Dienst der Registratie en Domeinen voor verdere sloop en herbestemming. De overgebleven stadspoorten, die onder de zeggenschap van het gemeentebestuur vielen, werden tussen 1867 en 1870 als eerste gesloopt. De afbraak van de stadsmuren zou nog tot de jaren 1930 doorgaan. Door toedoen van Victor de Stuers en anderen bleven hier en daar delen van de eerste en tweede stadsomsluiting gespaard, zoals de Helpoort en omgeving.
De poorttoren van de Tweebergenpoort bleef tot in de 20e eeuw bewaard in het pand "De 3 Liters", Oude Tweebergenpoort 4b, en was met name vanuit het zuiden goed zichtbaar. De afbraak van de imposante toren veroorzaakte in 1926 in Maastricht nauwelijks opwinding. De zuidelijke poortpassage, die op oude foto's nog zichtbaar is, werd in 1934 grotendeels gesloopt. Delen ervan bleven bewaard in de panden Oude Tweebergenpoort 1 en 3.

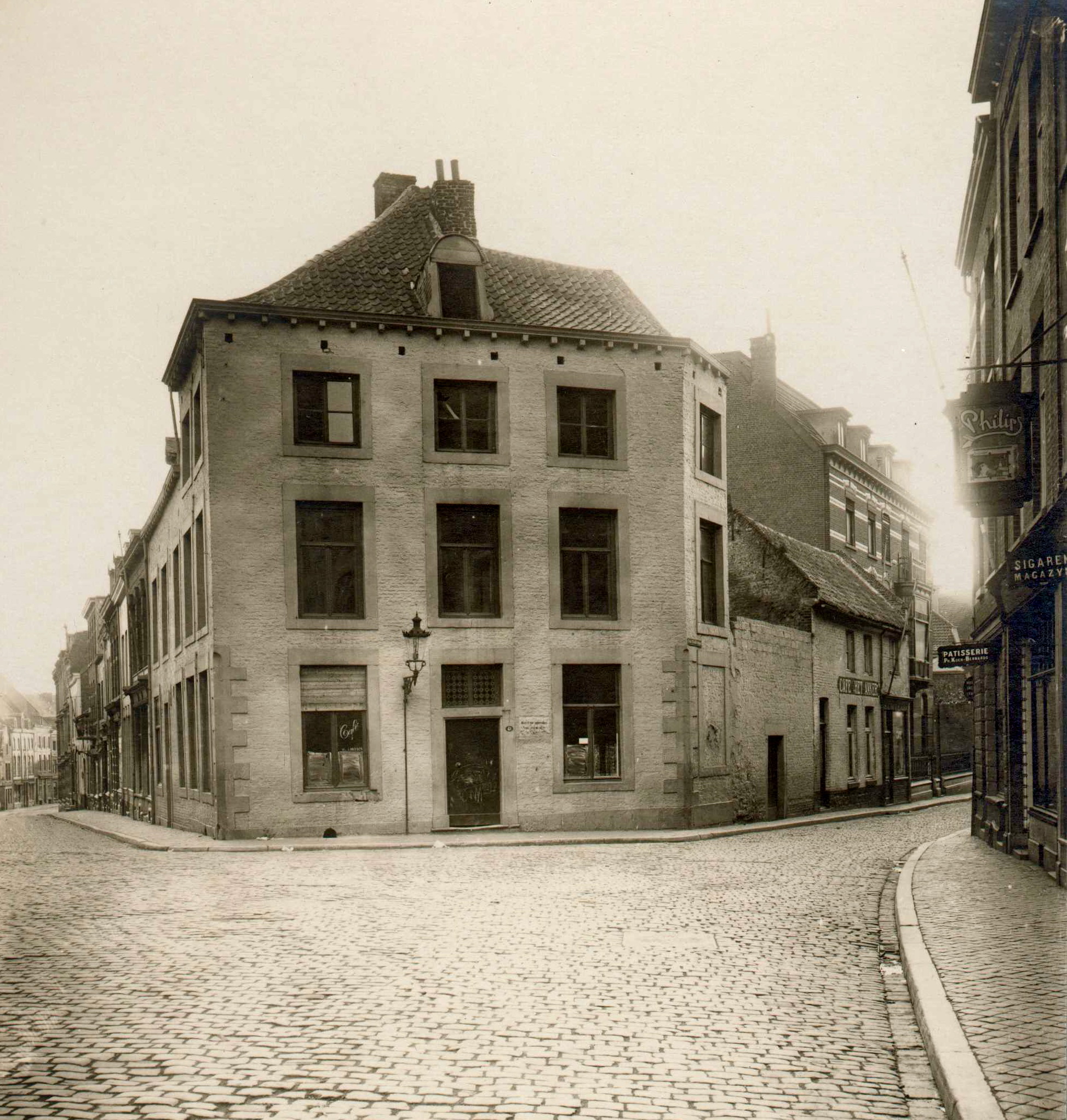
Oude Tweebergenpoort 4b, ca. 1912
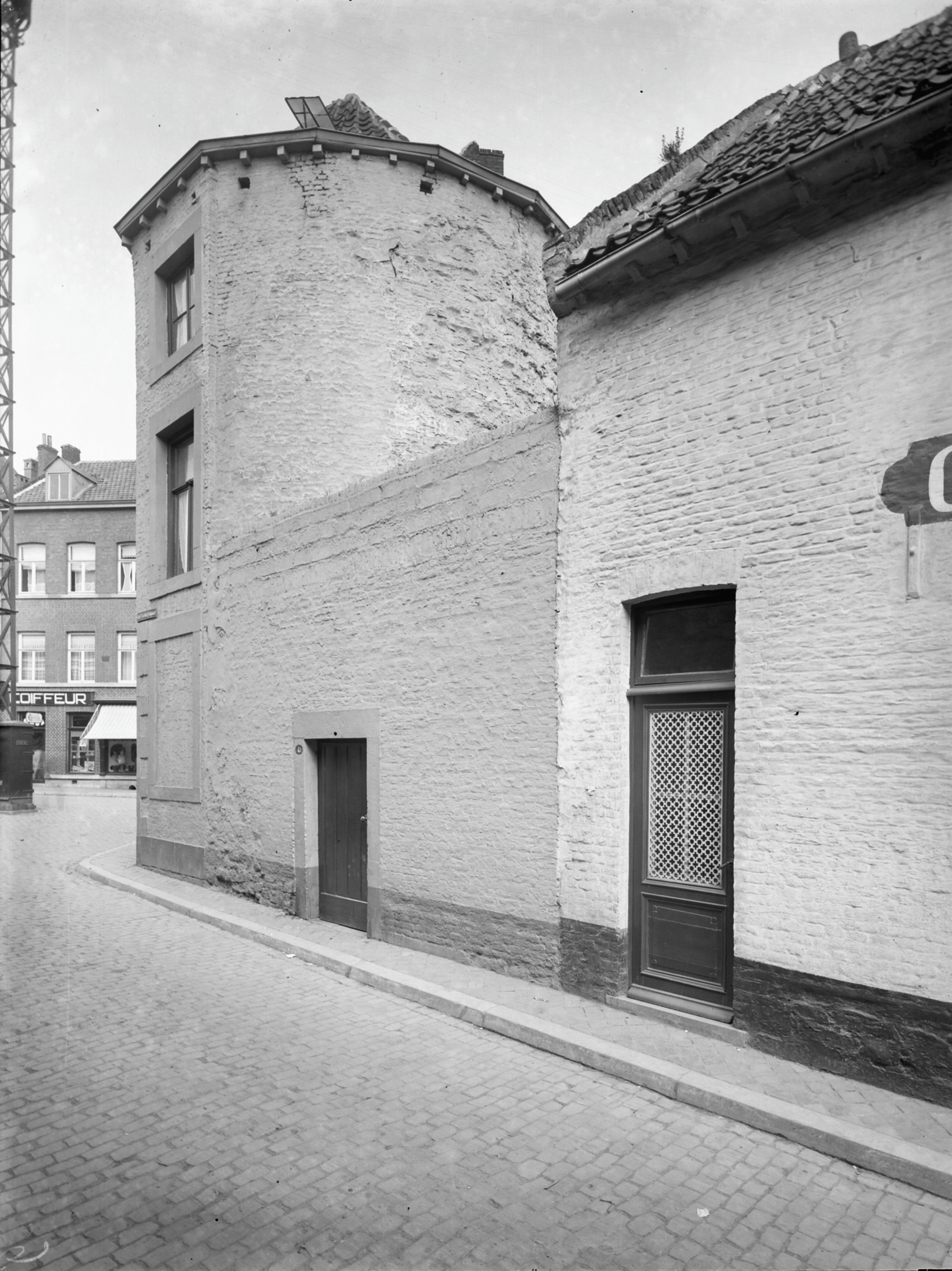
Poorttoren vanuit het zuidoosten, 1925?
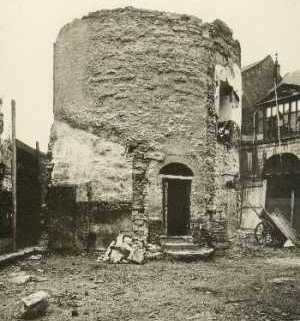
Poorttoren tijdens de sloop, 1926
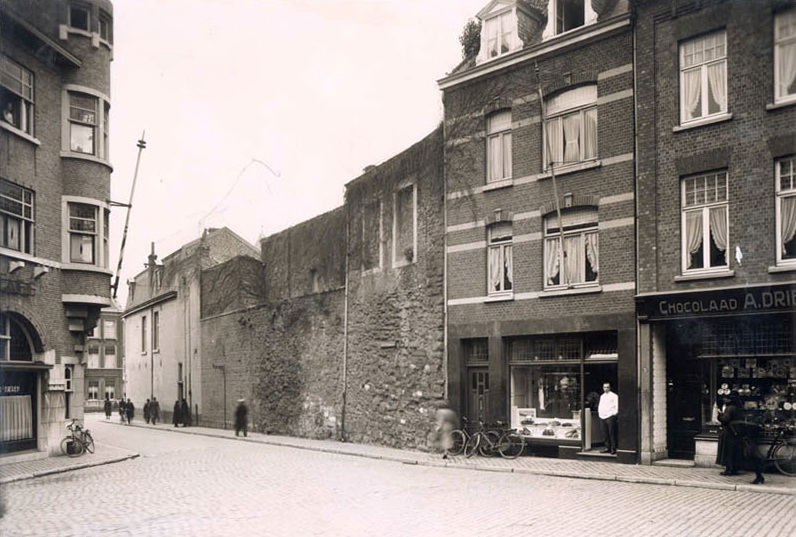
Muurrestant Tweebergen-poort, ca. 1930-32

## Cultuurhistorisch erfgoed

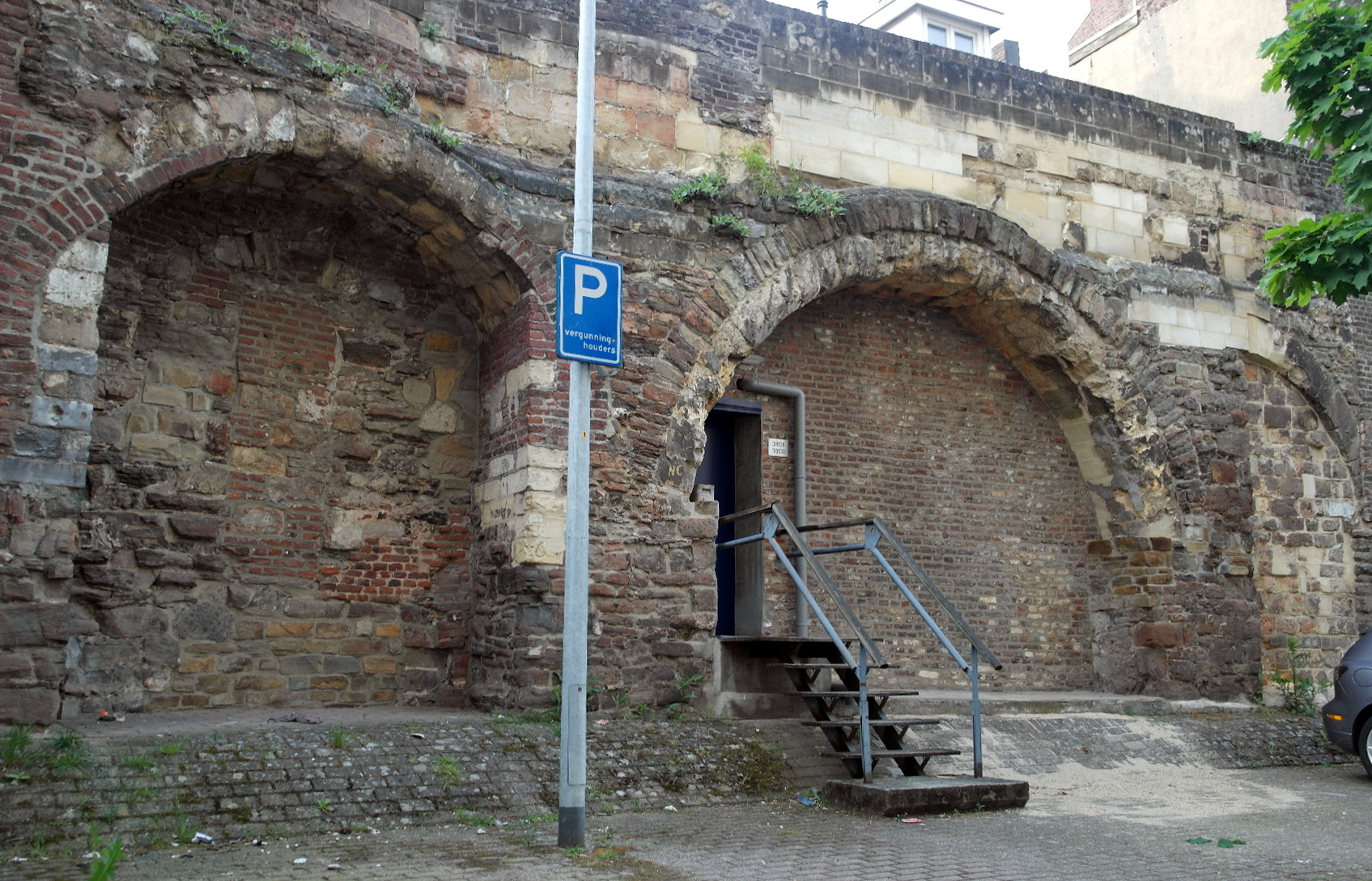
Restant stadsmuur achter het Generaalshuis

Van de Tweebergenpoort is vrijwel niets meer over. Enkele muurfragmenten zijn bewaard gebleven in het souterrain van café Paulus en in een tegenovergelegen woning (Oude Tweebergenpoort 7). In de omgeving bevinden zich wel nog vrij veel restanten van de stadsmuur, met name in de tuinen achter het Sint Servaasklooster (Boichgraeve) en achter de huizen aan de Grote Gracht en langs de Preekherengang.
Er bestaat geen enkele nauwkeurige tekening van de poort. Bij de afbraak van de poorttoren in 1926 zijn enkele foto's gemaakt, maar hebben geen opgravingen plaatsgevonden. Begin 20e eeuw kreeg de straat die vanaf het Keizer Karelplein naar de Brusselsestraat voert de naam 'Oude Tweebergenpoort'. Op de plek van de poort staat thans een horecagelegenheid die voorheen de naam 'De Poort' droeg.